# Analgetische Potenz
Die analgetische Potenz (oder analgetische Äquivalenz) ist ein Maß für die Dosisabhängigkeit der schmerzstillenden Wirkung eines Stoffes, meist eines Medikaments, vornehmlich Opioide. Als Basis dient Morphin, welches den Referenzwert „1“ bekommt. Medikamente, die bereits in geringerer Dosierung als Morphin eine Schmerzhemmung hervorrufen, haben eine analgetische Potenz > 1. Wirkstoffe, die eine höhere Dosierung erfordern, erhalten einen Wert unter 1. Die analgetische Potenz ist nicht mit der Wirkstärke gleichzusetzen. So können Wirkstoffe eine geringere Maximalwirkung aufweisen als Morphin, obwohl ihre analgetische Potenz größer als 1 ist.
Zur Verdeutlichung ein Beispiel mit Tramadol: Die analgetische Potenz ist 0,1. Damit benötigt man die 10-fache Menge des Wirkstoffes, um die gleiche schmerzstillende Wirkung wie Morphin zu erzielen. Bei gleichen Wirkstoffmengen ist die schmerzstillende Wirkung geringer als die von Morphin.

## Übersicht
Viele Wirkstoffe mit hoher analgetischer Potenz unterliegen betäubungsmittelrechtlichen Vorschriften. In Deutschland dürfen  verkehrs- und verschreibungsfähige Betäubungsmittel nur gemäß Betäubungsmittel-Verschreibungsverordnung (BtMVV) abgegeben werden. Handel und Abgabe nicht verkehrsfähiger Betäubungsmittel ist verboten.
Zum Vergleich sind hier auch einige Stoffe aufgeführt, die in der Medizin nicht oder kaum nutzbar sind, und nur in Laborversuchen die analgetische Potenz erwiesen haben.
| Name                          | analgetische Potenz | BtM nach BtMG (D)                                                    | Bemerkung |
| ----------------------------- | ------------------- | -------------------------------------------------------------------- | --- |
| Dihydroetorphin               | 11.000              | Ja (Anlage 1 – nicht verkehrs- und verschreibungsfähig)              | In China als Sublingualtabletten und in Pflaster verwendet. |
| Ohmefentanyl                  | 6.300               | k. A.                                                                | keine medizinische Verwendung; Abwandlungen dieser Substanz erreichen analgetische Potenzen von 18.000 (Einfügen von Fluor an Position 4 im Phenethylring) bis 30.000 (Ethoxygruppe an Stelle 4 des Piperidinrings). |
| Carfentanyl                   | 5.000 – 7.500       | Ja (Anlage 1 – nicht verkehrs- und verschreibungsfähig)              | Betäubung großer Wildtiere |
| 3-Methylfentanyl (Mefentanyl) | 3.000               | Ja (Anlage 1 – nicht verkehrs- und verschreibungsfähig)              | |
| Etorphin                      | 1.000 – 3.000       | Ja (Anlage 3 – verkehrs- und verschreibungsfähig)                    | Betäubung großer Wildtiere. |
| Sufentanil                    | ca. 1.000           | Ja (Anlage 3 – verkehrs- und verschreibungsfähig)                    | Stärkstes humanmedizinisches Analgetikum. |
| Ziconotid                     | ca. 1.000           | k. A.                                                                | Polypeptid, abgeleitet vom Gift der Kegelschnecke Conus magus, sehr selten verwendet, da es intrathekal angewendet werden muss. |
| Epibatidin                    | ca. 200             | k. A.                                                                | Alkaloid aus dem Hautsekret eines Frosches. Erzeugt weder Gewöhnung noch Abhängigkeit, aber zu toxisch für medizinische Anwendungen. Wirkt am nikotinischen Acetylcholinrezeptor. |
| Remifentanil                  | 100 – 200           | Ja (Anlage 3 – verkehrs- und verschreibungsfähig)                    | |
| Fentanyl                      | 120                 | Ja (Anlage 3 – verkehrs- und verschreibungsfähig)                    | Zur Neuroleptanalgesie geeignet. |
| Alfentanil                    | 30 – 40             | Ja (Anlage 3 – verkehrs- und verschreibungsfähig)                    | |
| Buprenorphin                  | 30 – 70             | Ja (Anlage 3 – verkehrs- und verschreibungsfähig)                    | Partialagonist am μ-Opioidrezeptor. Wird unter anderem zur Substitution von Opioidabhängigen eingesetzt. |
| β-Endorphin                   | 18,5                |                                                                      | Polypeptid mit 31 Aminosäuren, kommt natürlich im Hypothalamus und in der Hypophyse vor. |
| Oxymorphon                    | 10                  | Ja (Anlage 2 – verkehrsfähig, aber nicht verschreibungsfähig)        | |
| Hydromorphon                  | 7,5                 | Ja (Anlage 3 – verkehrs- und verschreibungsfähig)                    | Opioid-Analgetikum. |
| Butorphanol                   | 5                   | k. A.                                                                | |
| Opiorphin                     | 3 – 6               | k. A.                                                                | Polypeptid, unter anderem im Speichel vorhanden. |
| Levomethadon                  | 4                   | Ja (Anlage 3 – verkehrs- und verschreibungsfähig)                    | Kumulation und starke Halbwertszeiterhöhung bei täglicher Verabreichung. Wird unter anderem zur Substitution von Opioidabhängigen eingesetzt. |
| Diacetylmorphin               | 2,5                 | Ja (Anlage 3 – nur mit Ausnahmen verkehrs- oder verschreibungsfähig) | Nur in Zubereitungen, die zur Substitution, überwiegend rein Heroinabhängiger zugelassen sind. |
| rac-Methadon                  | 2                   | Ja (Anlage 3 – verkehrs- und verschreibungsfähig)                    | Kumulation und starke Halbwertszeiterhöhung bei täglicher Verabreichung. Wird unter anderem zur Substitution von Opioidabhängigen eingesetzt. |
| Oxycodon                      | 2                   | Ja (Anlage 3 – verkehrs- und verschreibungsfähig)                    | Opioid-Analgetikum. |
| Hydrocodon                    | 1,5                 | Ja (Anlage 3 – verkehrs- und verschreibungsfähig)                    | Analgetische Wirkung entsteht möglicherweise nicht nur durch Hydrocodon selbst, sondern auch durch dessen durch O-Demethylierung gebildeten Metaboliten Hydromorphon. |
| Morphin                       | 1                   | Ja (Anlage 3 – verkehrs- und verschreibungsfähig)                    | Referenzsubstanz der Opioide. |
| Ketorolac                     | 0.4-1               | Nein.                                                                | Sehr gut verträgliches Nicht-Opioid-Schmerzmittel. Nur während wenigen Tagen einsetzbar wegen großer Gefahr von schweren Nebenwirkungen. In Deutschland nur als Augentropfen gegen Entzündungen erhältlich; in USA, UK, F, CH etc. als Schmerzmittel zugelassen. |
| Piritramid                    | 0,7                 | Ja (Anlage 3 – verkehrs- und verschreibungsfähig)                    | Wird häufig zur PCA eingesetzt (patientenkontrollierte Analgesie). |
| Nalbuphin                     | 0,5 – 0,7           | Nein.                                                                | |
| Tapentadol                    | 0,3 – 0,6           | Ja (Anlage 3 – verkehrs- und verschreibungsfähig)                    | Opioid-Analgetikum. |
| Pentazocin                    | 0,3                 | Ja (Anlage 3 – verkehrs- und verschreibungsfähig)                    | |
| Flupirtin                     | 0,2 – 1             | Nein.                                                                | besitzt analgetische und muskelrelaxierende Eigenschaften, ist aber kein „klassisches Analgetikum“. |
| Dihydrocodein                 | 0,2                 | Ja (Anlage 3 – verkehrs- und verschreibungsfähig, mit Ausnahmen)     | Schwaches Opioid-Analgetikum. Ausnahmen: Zubereitungen, die ohne einen weiteren Stoff der Anlagen I bis III bis zu 2,5 vom Hundert oder je abgeteilte Form bis zu 100 mg Dihydrocodein, berechnet als Base, enthalten. Für Zubereitungen, die für betäubungsmittel- oder alkoholabhängige Personen verschrieben werden, gelten jedoch die Vorschriften über das Verschreiben und die Abgabe von Betäubungsmitteln.                                 |
| Pethidin                      | 0,1 – 0,2           | Ja (Anlage 3 – verkehrs- und verschreibungsfähig)                    | |
| Tilidin                       | 0,1 – 0,2           | Ja (Anlage 3 – verkehrs- und verschreibungsfähig, mit Ausnahmen)     | Schwaches Opioid-Analgetikum. Ausnahmen: feste Zubereitungen mit verzögerter Wirkstofffreigabe, die ohne einen weiteren Stoff der Anlagen I bis III je abgeteilte Form bis zu 300 mg Tilidin, berechnet als Base, und, bezogen auf diese Menge, mindestens 7,5 % Naloxonhydrochlorid enthalten. |
| Codein                        | 0,1                 | Ja (Anlage 3 – verkehrs- und verschreibungsfähig, mit Ausnahmen)     | In vielen Husten-Präparaten enthalten. Schwaches Opioid-Analgetikum. Ausnahmen: Zubereitungen, die ohne einen weiteren Stoff der Anlagen I bis III bis zu 2,5 vom Hundert oder je abgeteilte Form bis zu 100 mg Codein, berechnet als Base, enthalten. Für Zubereitungen, die für betäubungsmittel- oder alkoholabhängige Personen verschrieben werden, gelten jedoch die Vorschriften über das Verschreiben und die Abgabe von Betäubungsmitteln. |
| Meptazinol                    | 0,1                 | Nein                                                                 | |
| Tramadol                      | 0,1                 | Nein                                                                 | Schwaches Opioid-Analgetikum. |
| Metamizol                     | 0,1                 | Nein                                                                 | Nicht-Opioid-Analgetikum, auch fiebersenkende Wirkung. |
| Dextropropoxyphen             | 0,06                | Ja (Anlage 2 – verkehrsfähig, aber nicht verschreibungsfähig)        | Opioid-Analgetikum. |
| Diflunisal                    | 0,007               |                                                                      | Nicht-Opioid-Analgetikum, auch fiebersenkende Wirkung. |
| Acetylsalicylsäure            | 0,003               | Nein.                                                                | Nicht-Opioid-Analgetikum, auch fiebersenkende, entzündungshemmende, und blutgerinnungshemmende Wirkung. |
| Naloxon                       | gegen 0             |                                                                      | Opioidrezeptor-Antagonist, Verwendung in der Notfallmedizin (Opiat-Überdosierung) sowie Diagnose von Opiatabhängigkeiten. |
| Naltrexon                     | gegen 0             |                                                                      | Oral wirksamer Opioidrezeptor-Antagonist. |
| Loperamid                     | gegen 0             |                                                                      | Mittel gegen Durchfall, wirkt nur an Opioid-Rezeptoren außerhalb des Zentralnervensystems. |
| Apomorphin                    | gegen 0             |                                                                      | Agonist an Dopamin-Rezeptoren, Behandlung der Parkinsonkrankheit. |